# James E. Day
 (août 2024).
James E. "Jim" Day, né le 2 juillet 1946 à Thornhill (Ontario), est un cavalier canadien de saut d’obstacles.

## Carrière
Day rejoint l'équipe d'équitation du Canada en 1964. En 1966, il est le premier Canadien à sauter un obstacle à deux mètres de hauteur lors du National Horse Show à New York. Il remporte la médaille d'or en individuel aux Jeux panaméricains de 1967. En 1968, il devient champion par équipe aux Jeux olympiques d'été de 1968. En 1972, il finit 4e de l'épreuve individuel et 6e par équipe. En 1976, il participe aux épreuves de saut d'obstacles et de concours complet ; en obstacles, il est 15e en individuel et 5e par équipe, tandis qu'il abandonne dans le concours complet.
En 1971, Day accepte un poste d'entraîneur proposé par Ernie Samuel dans l'écurie qu'il vient de créer. L'écurie remporte deux Eclipse Awards, cinq chevaux canadiens de l'année, deux Queen's Plate Awards, le Breeders' Cup Distaff en 1991.
En 1995, James E. Day quitte Sam-Son Farm et continue à être entraîneur. En 1997, le cheval Honor Glide remporte l'Arlington Classic, l'American Derby et le Secretariat Stakes.
En 1968, il fait son entrée au Panthéon des sports canadiens.

## Source, notes et références
- (en) Cet article est partiellement ou en totalité issu de l’article de Wikipédia en anglais intitulé « James E. Day » (voir la liste des auteurs).